# 인스팅트 (1999년 영화)
《인스팅트》(영어: Instinct)는 미국에서 제작된 존 터틀토브 감독의 1999년 심리 스릴러 영화이다. 앤서니 홉킨스, 큐바 구딩 주니어, 도널드 서덜랜드 등이 출연하였고, 바버라 보일 등이 제작에 참여하였다.

## 출연
- 앤서니 홉킨스 - 이선 파월 의사 역
- 큐바 구딩 주니어 - 시오 콜더 의사 역
- 도널드 서덜랜드 - 벤 힐러드 의사 역
- 모라 티어니 - 린 파월 역
- 조지 전자 - 존 머리 의사 역
- 존 애슈턴 - 댁스 역
- 이본 콜 - 마르수에스 의사 역
- 존 에일워드 - 키퍼 교도소장 역
- 렉스 린 - 앨런 역
- 트레이시 엘리스 - 애니 역
- 번 트로이어 - 고릴라 역
- 토리 키틀스 - 죄수 역
- 더그 스피누자 - 니코 역
- 폴 베이츠 - 블루토 역

## 기타 제작진
- 공동 제작: 크리스티나 스타인버그
- 배역: 러네이 루셀로
- 미술: 개러스 스토버
- 의상: 질 M. 오해너슨

## 우리말 녹음
KBS 성우진 (2003년 10월 4일)
- 이완호 - 파월 (앤서니 홉킨스)
- 김소형 - 시오 (큐바 구딩 주니어)
- 최흘 - 벤 (도널드 서덜랜드)
- 조동희 - 존 의사 (조지 전자)
- 김정호 - 간수 댁스 (존 애슈턴)
- 탁원제 - 소장 (존 에일워드)
- 송덕희 - 린 (모라 티어니)
- 김혜미 - 애니 (트레이시 엘리스)
- 서문석 - 피트 (토머스 Q. 모리스)
- 서윤석 - 니코 (더그 스피누자)
- 김영진 - 블루토 (폴 베이츠)
- 김태웅 - 앤더슨 (로드 매클라클런)
- 이주원 - 길버트 (로저 플로이드)